# Opel Kadett B
La Kadett B è la seconda generazione della Kadett (tolta la vecchia generazione degli anni '30) ed è un'autovettura di fascia medio-bassa prodotta dal 1965 al 1973 dalla Casa automobilistica tedesca Opel.

## Profilo e storia

### Debutto
Frutto del progetto TL1090, avviato pochi anni prima dalla Opel, la Kadett B fu progettata pensando ad eliminare quei difetti della Kadett A come ad esempio l'abitabiità e le prestazioni migliorabili. Per questo, oltre ad utilizzare un pianale allungato, venne posta una particolare attenzione nella progettazione del motore, che venne rivisto e sottoposto a profondi aggiornamenti in maniera tale da ottenere un soddisfacente aumento di prestazioni, ma anche un soddisfacente calo dei consumi.
La Kadett B venne svelata nel settembre del 1965 al Salone di Francoforte in un clima di ottimismo, visti i soddisfacenti risultati di vendita della precedente Kadett. Infatti, se il lancio della Kadett A avvenne fra timori e speranze data la lunga assenza della Casa di Rüsselsheim dal segmento delle vetture di fascia medio-bassa, quello della Kadett B avvenne invece con molto più entusiasmo e con la stessa Casa madre che sembrava aver trovato una maggior fiducia nelle proprie potenzialità, dato che la Kadett si stava rivelando una temibile concorrente nei confronti del Maggiolino.

#### Design esterno ed interno
La seconda generazione della Kadett venne proposta fin dall'inizio nelle tre varianti di carrozzeria già previste per la Kadett A, e cioè: berlina, giardinetta e coupé. Sul piano del design, la Kadett B reinterpretò i tratti essenziali della prima generazione rendendoli più eleganti e traendone un corpo vettura più slanciato, grazie anche all'allungamento dello stesso e dell'interasse, rispettivamente di 18 e di 9 cm. La Kadett B, insomma, non volle tradire il design del modello precedente, ma semmai valorizzarlo pur conservandone i caratteri fondamentali e pur risultando comunque ancora migliorabile sul piano della personalità dello stile. Il frontale, per esempio, mantenne quasi inalterata la soluzione prevista per le precedenti Kadett L, e cioè con calandra a listelli orizzontali più tre (anziché cinque) listelli verticali e con proiettori tondi incastonati in un alloggiamento quadrangolare. Più levigate le estremità di frontale e coda, dove i precedenti accenni di pinne (presenti anche anteriormente nella Kadett A) risultavano ormai quasi del tutto scomparsi. La coda, più lunga e leggermente più spiovente, era caratterizzata anche in questo caso da piccoli fari, anche se stavolta si trattava di fari rettangolari. Per continuare a descrivere il design della Kadett B occorre distinguere fra le tre configurazioni di carrozzeria previste al debutto: la Kadett B in versione berlina fu innanzitutto disponibile stavolta anche a 4 porte, per una maggior comodità di accesso ai posti posteriori. Dalla vista laterale è possibile osservare anche l'andamento di frontale e coda, entrambi protesi rispettivamente in avanti e all'indietro per dare più slancio al corpo vettura. La versione giardinetta era disponibile inizialmente solo a 2 porte, con la parte posteriore della carrozzeria ridisegnata e più spigolosa che in precedenza, mentre la coupé era forse la versione più rielaborata sul piano del design, perché oltre al padiglione più spiovente annoverava anche soluzioni più particolari come il montante posteriore particolarmente sviluppato, di forma triangolare e munito di un inserto a forma di finta presa d'aria a tre listelli che ricordava la branchia di un pesce. Non a caso questa coupé veniva anche indicata come Kiemen Coupé, dove Kiemen, in tedesco, significa appunto branchia. Per tutte, comunque, era presente una nervatura laterale che congiungeva i fari anteriori con quelli posteriori e che in coda indicava il livello di battuta dello sportello del bagagliaio.

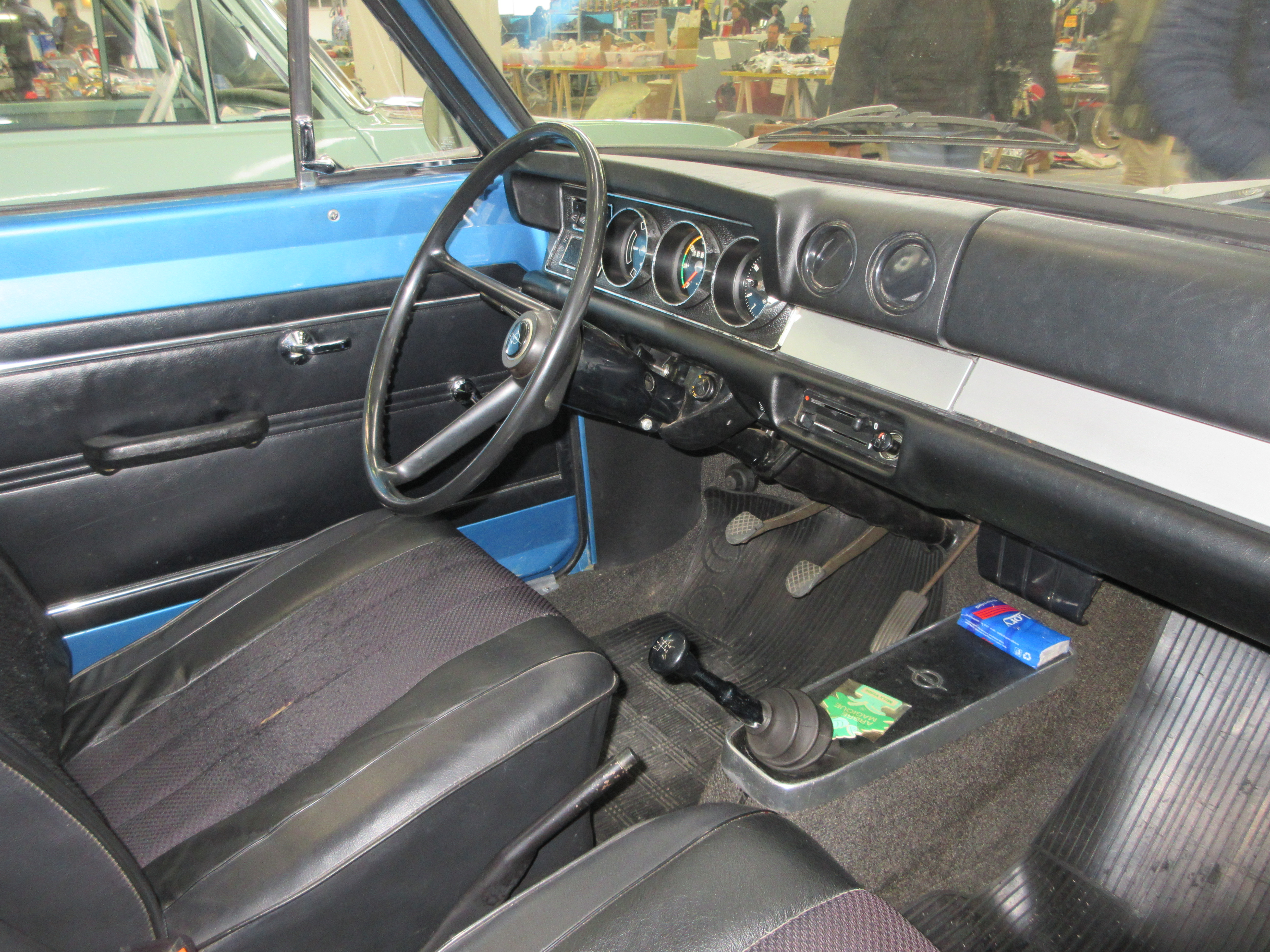
Il posto guida di una Kadett B berlina

Ovviamente, in base a quale delle tre carrozzerie si prende in considerazione, variava anche l'abitabilità interna, non tanto nella zona anteriore dell'abitacolo quanto in quella posteriore, che è quella più caratterizzante. Pertanto si andava dagli spazi generosi della Caravan, ossia la versione giardinetta, a quelli più sacrificati della coupé, dove i passeggeri posteriori non potevano trovare di certo una gran comodità. Resta il fatto che anche la berlina, pur essendo omologata per cinque persone, risultava comoda solo per quattro. Tale aspetto si enfatizzava nella coupé, per la quale il costruttore dichiarava sempre cinque persone, ma a conti fatti potevano trovare comodamente posto solo due persone di statura bassa a causa del padiglione spiovente. Altre differenze fra berlina e coupé stavano nel pavimento, dove al posto dei tappetini della berlina vi era una vera e propria moquette su tutta la superficie, e sui sedili, rivestiti interamente in skai nella berlina e in misto tessuto-skai nella coupé. In ogni caso i rivestimenti erano moderni su entrambi i modelli. Particolare, anche nelle versioni a due porte, la presenza, per i passeggeri posteriori, di braccioli ricavati direttamente sui pannelli laterali. Il posto guida della Kadett B era più moderno di quello del modello precedente, soprattutto osservando il cruscotto, dove al posto della strumentazione di forma allungata della Kadett A trovava posto un cruscotto dal disegno più spigoloso e all'interno del quale sono disposti tre strumenti tondi: a destra l'orologio, al centro il tachimetro e a sinistra un cluster formato dal termometro dell'acqua e dall'indicatore del livello carburante, nonché da quattro spie: olio, abbaglianti, frecce e dinamo. A sinistra del volante erano posti invece i tasti di azionamento dei fari e dei tergicristalli. Il volante a tre razze, a calice per allontanare il mozzo dello sterzo dal torace del passeggero, era estremamente minimalista e provvisto di un piccolo pulsante del clacson al centro, riportante il logo del marchio. La pedaliera, con tutti i pedali sospesi, era leggermente disassata sulla sinistra. La leva del cambio era invece disponibile in due misure: lunga ed inclinata, con un collegamento diretto al cambio stesso, oppure corta e dritta e in questo caso il collegamento al cambio avveniva mediante un rinvio di considerevole precisione meccanica, venduto con un piccolo supplemento come "cambio a cloche a leva corta" e già di serie sulla versione L nel 1969. Il bagagliaio della berlina, con i suoi 480 litri di capacità, risultava più capiente rispetto a quello della precedente Kadett A con analoga carrozzeria, e risultava decisamente più spazioso rispetto alla concorrenza più diffusa, anche se la soglia di carico era molto alta come nella Fiat 124 e nella Ford Escort (e a differenza della più datata Fiat 1100D con la soglia di carico a livello del pavimento). La versione base era affiancata da una con allestimento ultrasemplificato (similpelle più economica per i sedili, assenza totale di cromature, ventilatore abitacolo a una sola velocità, eliminazione dello specchietto retrovisore esterno lato guida e persino dell'aletta parasole per il passeggero)

#### Struttura, meccanica e motori

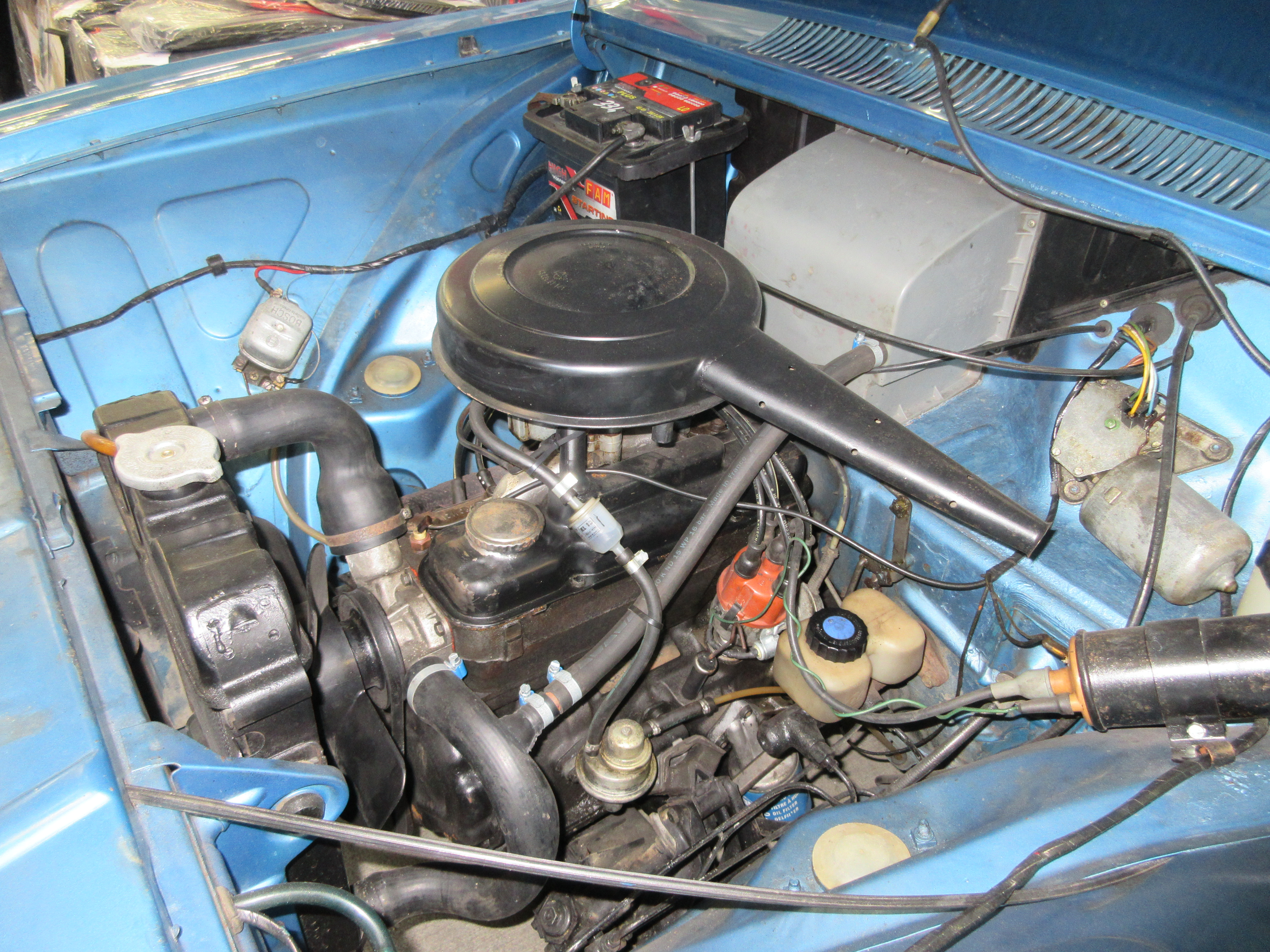
Il vano motore di una Kadett B

La Kadett B riconfermò con il suo debutto la struttura a scocca portante e così anche l'architettura meccanica a motore anteriore longitudinale e a trazione posteriore, analoga a quella della precedente Kadett. Al suo debutto, la Kadett B venne prevista in due motorizzazioni, entrambe con distribuzione a valvole in testa ed alimentazione a carburatore:
- 1100: motore 11N da 1078 cm3 con potenza massima di 45 CV;
- 1100 S: motore 11S della medesima cilindrata del precedente, ma con potenza massima di 55 CV, il più diffuso in Italia.

La trasmissione era affidata ad un cambio a 4 marce con rapportatura più corta rispetto a quella della Kadett A. La meccanica telaistica della Kadett B era anch'essa mutuata dalla precedente generazione e comprendeva quindi un avantreno a ruote indipendenti con bracci sovrapposti e balestra trasversale, ed un retrotreno ad assale rigido con balestre longitudinali. L'impianto frenante era a quattro tamburi nella versione di base, mentre nella 1100 S prevedeva dischi all'avantreno e tamburi al retrotreno.

### Evoluzione

#### I primi anni e il successo immediato
L'accoglienza ricevuta dalla Kadett B fu molto calorosa e i riscontri in termini di vendite si videro fin da subito: nel giro di poco più di un anno ne vennero prodotti circa 400.000 esemplari e nello stesso periodo si festeggiò il milionesimo esemplare di Kadett dall'agosto 1962, quando venne lanciata la Kadett A. Per quanto riguarda gli aggiornamenti, sempre nell'autunno del 1966 il Salone di Parigi vide l'arrivo di un nuovo impianto frenante a doppio circuito idraulico con servofreno. Un mese dopo la kermesse parigina, a novembre, venne introdotta la prima versione sportiveggiante della Kadett, ossia la Kadett Rallye Coupé. Questa primissima interpretazione sportiva su base Kadett si caratterizzava per il motore ulteriormente potenziato e portato a 60 CV di potenza massima, motore comunque disponibile anche per berlina e Caravan. Esternamente la Rallye Coupé si distingueva per la verniciatura bicolore che oltre al colore della scocca prevedeva anche una verniciatura parziale nero opaco su gran parte del cofano motore e per delle strisce adesive nere che correvano lungo il perimetro della vettura, appena sotto la linea di cintura. Altri elementi specifici dell'allestimento della Rallye Coupé erano i cerchi in acciaio senza copriruota e i fari supplementari montati sul paraurti. La stampa specializzata dell'epoca, però, ne lamentò le scarse prestazioni, non all'altezza di una vettura dalle velleità sportive. Per questo motivo, nel settembre 1967, un anno dopo il suo lancio, la Kadett Rallye Coupé con motore da 1,1 litri venne affiancata da una versione dotata di un ben più potente motore da 1,9 litri di origine Rekord, il quale con la sua potenza massima di 90 CV, fece spiccare alla vettura un notevole salto di qualità in termini di prestazioni. Questa nuova versione della Rallye Coupé divenne riconoscibile esternamente per l'aggiunta di altri due fari supplementari, per un totale di quattro (oltre ai normali proiettori standard). Oltre a ciò, sia la Rallye Coupé sia tutto il resto della gamma beneficiarono di un nuovo retrotreno a barra Panhard con molle elicoidali al posto della balestra trasversale.
Ed ancora, tali aggiornamenti furono l'occasione per introdurre nella gamma la Caravan a 5 porte e la Kadett LS. Mentre la prima fece guadagnare la giardinetta in termini di praticità e comodità di utilizzo, la LS fu una vettura caratterizzata da un allestimento più ricco e che era costituita da nuove varianti di carrozzeria, ossia la fastback (a 2 o a 4 porte) e una nuova coupé indicata come Coupé F per distinguerla dalla Kiemen-Coupé che comunque rimase in listino, anche se non disponibile comeLS. Anche la Coupé F fu prevista in versione Rallye con il medesimo motore della Rallye già esistente, ma con una nuova mascherina di color nero opaco. Infine, venne notevolmente ampliata la gamma motori con l'arrivo di altre due motorizzazioni, da 1,5 e da 1,7 litri. Entrambi questi motori facevano parte della famiglia CIH come anche il già ctato 1.9 da 90 CV ed erogavano rispettivamente 65 e 75 CV. Il motore 1.5, tuttavia, fu destinato solo ad alcuni mercati esteri (USA, Svezia, Austria e Italia), ma non a quello tedesco. Vi fu in realtà anche l'occasione per presentare un nuovo modello denominato Olympia A, derivato dalla Kadett LS ma con un allestimento ancora più ricco e un frontale ridisegnato. Si trattava di un modello a parte, concepito per colmare il vuoto fra la Kadett normale e la grande Rekord.

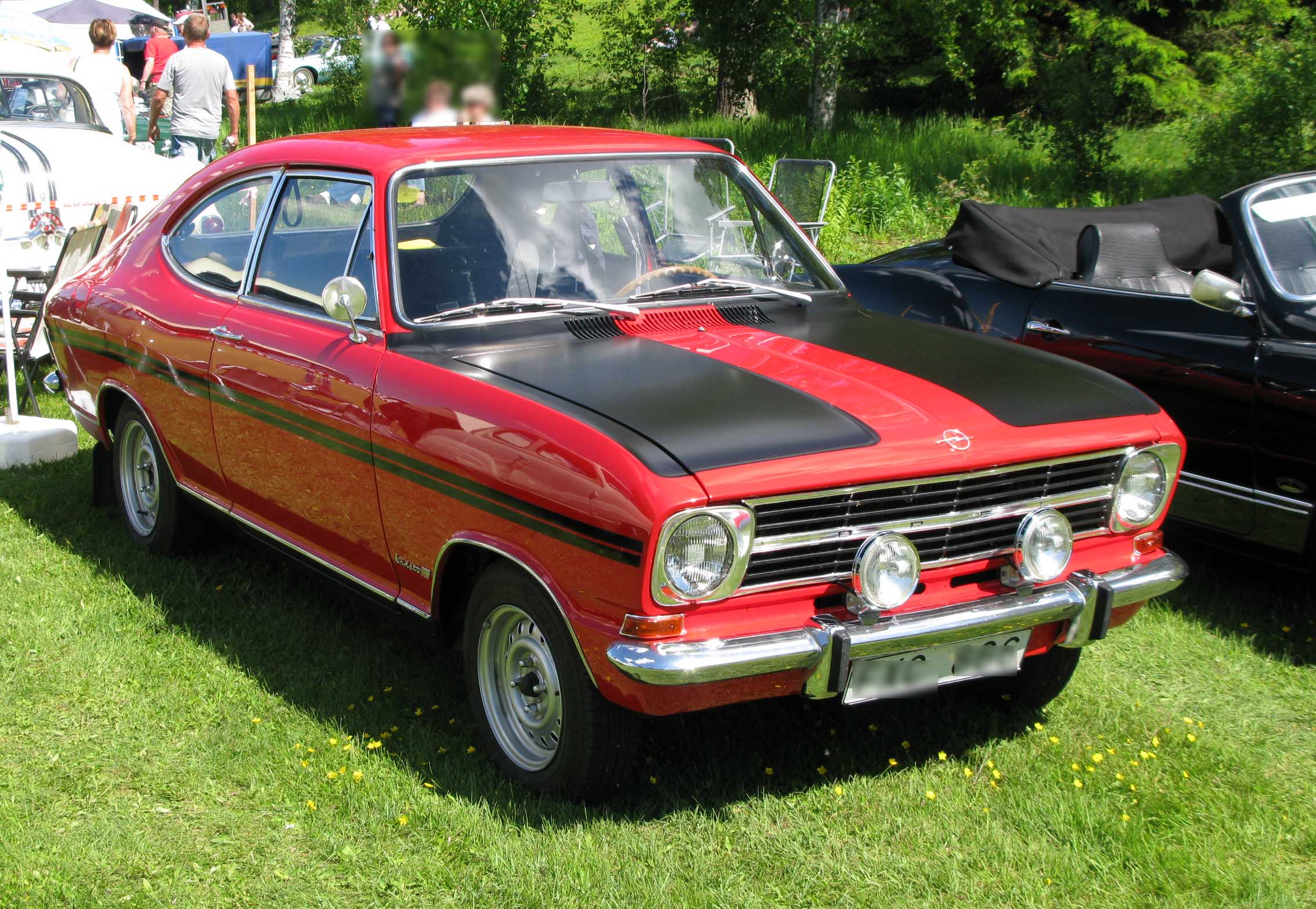
Una Kadett LS Rallye-Coupé

Il massiccio aggiornamento alla gamma Kadett B occorso nel settembre 1967 venne svelato a Francoforte e di fatto comportò un'espansione notevole alla gamma stessa, tanto che vale la pena riassumerla di seguito:
- Kadett berlina base a 2 o a 4 porte, con motore 1.1 da 45 o da 55 CV, 1.5 da 65 CV o 1.7 da 75 CV;
- Kadett L, berlina a 2 o a 4 porte, con motore 1.1 da 45 o da 55 CV, 1.5 da 65 CV o 1.7 da 75 CV;
- Kadett Caravan, giardinetta di base a 3 o a 5 porte, con motore 1.1 da 45 CV;
- Kadett Caravan L, giardinetta a 3 o a 5 porte, con motore 1.1 da 45 CV;
- Kadett Coupé L (Kiemen-Coupé), coupé con motore 1.1 da 45 o da 55 CV, 1.5 da 65 CV o 1.7 da 75 CV;
- Kadett Rallye Coupé (Kiemen-Coupé), coupé con motore 1.1 da 60 CV o 1.9 da 90 CV;
- Kadett LS, fastback a 2 o a 4 porte, con motore 1.1 da 45, 55 o 60 CV, 1.5 da 65 CV o 1.7 da 75 CV;
- Kadett LS Coupé (Coupé F), coupé con motore 1.1 da 45, 55 o 60 CV, 1.5 da 65 CV o 1.7 da 75 CV;
- Kadett LS Rallye-Coupé (Coupé F), coupé con motore 1.1 da 60 CV o 1.9 da 90 CV.

#### LaKadett Bcome world-car

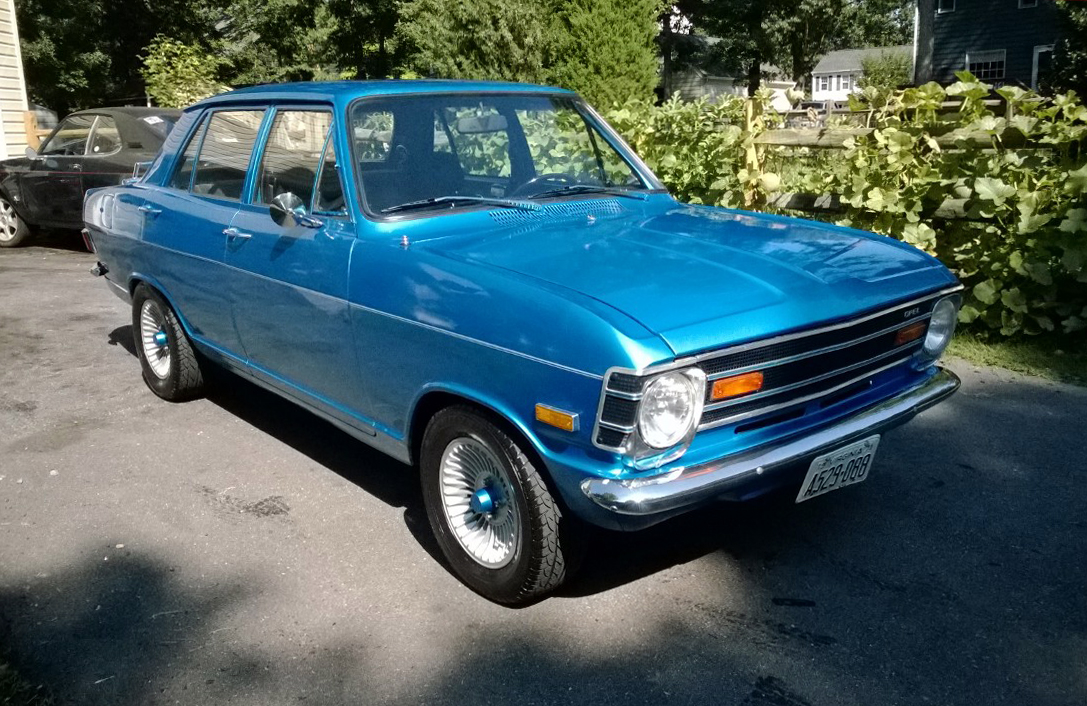
Una Kadett berlina prevista per il mercato USA

Dopo tale aggiornamento, il successo arrise ancora di più alla Kadett, forte di una gamma completa e polivalente che andava dalla tranquilla berlina da 45 CV alla grintosa coupé di potenza doppia, passando per le pratiche giardinette. I consensi furono tali che la General Motors, all'epoca detentrice del marchio Opel, ci prese gusto. Già dal 1966 alcuni esemplari di Kadett erano stati già esportati negli USA per testare il gradimento della vettura. L'esperimento riuscì e dal 1967 il quantitativo di esemplari importati venne aumentato con l'aggiunta della LS fastback a 2 porte in aggiunta alle già esistenti versioni berlina e Caravan. Le versioni destinate agli USA erano disponibili in tre dei motori già previsti per l'Europa (mancava solo il 1.7), ma con alcune rivisitazioni atte ad ottenere l'omologazione nel mercato statunitense. Cambiavano in generale i valori del rapporto di compressione e, nel caso del 1.5, la potenza massima saliva da 65 a 68 CV, mentre nel caso del 1.9 si scendeva da 90 ad 85 CV. Esternamente le Kadett destinate agli USA si distinguevano per il frontale ripreso dalla Olympia A, con la calandra a tutta larghezza che arrivava fin oltre i fari a coprire una piccola parte del parafango. Anche negli USA il successo fu tangibile, sebbene gli americani fossero abituati a vetture di ben altro stampo, sia come motorizzazioni che come ingombri: commercializzata tramite la rete Buick, la Kadett statunitense fu venduta in circa 50.000 esemplari nei successivi tre anni.
Forte di questi risultati, in seguito la General Motors cominciò a far assemblare la Kadett anche in altri Paesi, come la Gran Bretagna, la Svizzera, l'Australia, il Brasile, il Giappone e il Sudafrica. In Svizzera, presso lo stabilimento GM di Bienne, venne prodotta la Ascona 1700, un modello assolutamente da non confondere con la Opel Ascona che avrebbe debuttato nel 1970. Si trattava infatti di una Kadett B berlina a 4 porte prodotta esclusivamente per il mercato locale, con allestimento interno completamente rivisitato ed equipaggiata con un motore da 1,7 litri e da 75 CV di potenza. L'Ascona 1700 venne prodotta in 2.560 esemplari. Assieme a tale modello, in Svizzera venne prodotta anche la Kadett Special, che però venne commercializzata anche in altri paesi europei, e cioè la Danimarca e i paesi del Benelux.
In Sudafrica la Kadett venne prodotta presso lo stabilimento GM di Port Elizabeth: qui la vettura venne equipaggiata con un gruppo motopropulsore di origine Vauxhall ed in particolare con un motore da 997 cm3 ed un cambio derivato da quello che già equipaggiava la Vauxhall Viva, un modello introdotto nel Regno Unito già nel 1966 e che di fatto condivideva la stessa base meccanica della Kadett B.

#### Gli ultimi anni

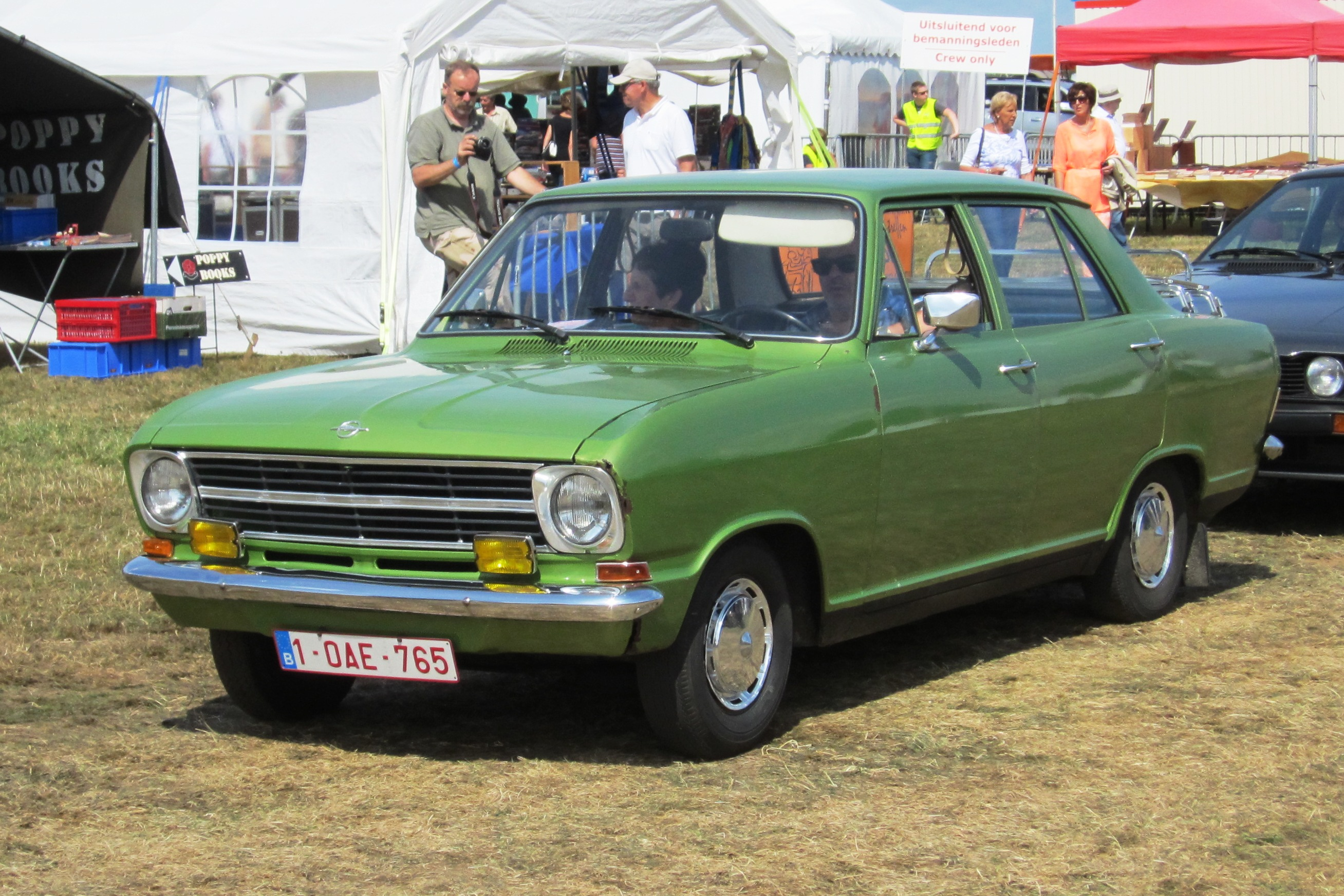
Una Kadett base, berlina a 4 porte con la nuova mascherina nera adottata nel 1971

Fra il 1968 ed il 1970 non vi furono aggiornamenti di sorta, ma vale la pena ricordare che nel corso del 1969 la Kadett B raggiunse il suo apice per quanto riguardava la produzione annua, con 437.217 esemplari prodotti. A quel punto cominciò la fase discendente della carriera commerciale della Kadett B: nell'agosto 1970 diverse versioni vennero pensionate. Scomparvero così dal listino la Caravan a 5 porte, la Kiemen-Coupé e la LS con carrozzeria fastback (ma non le LS Coupé). Ma anche i motori 1.5 (laddove proposto) e 1.7 furono cancellati dalla disponibilità per la Kadett B, questo per evitare di innescare fenomeni di cannibalismo commerciale con la Ascona lanciata proprio durante il 1970. Nel 1971 vi furono nuovi aggiornamenti: esteticamente la gamma adottò la mascherina nera già presente nella LS Rallye-Coupé, mentre sul fronte dei motori le due unità 1.1 da 45 e 55 CV vennero sostituite in blocco da un unico 1.1 di potenza intermedia (50 CV) e il 1.1 da 60 CV vide crescere la propria cilindrata portandosi a 1196 cm3. Sempre nel 1971, solo per alcuni mercati, venne reso disponibile anche un motore da 1 litro derivato direttamente da quello della Kadett A e che qui erogava una potenza massima di 48 CV. Tale motore fu abbinato solo alla berlina a tre volumi, sia a 2 che a 4 porte, e con un allestimento semplificato già offerto dal 1969 e noto con la sigla SE (originariamente offerto solo col 1078 cc da 45 cv). Furono gli ultimi aggiornamenti apportati alla gamma: nell'agosto del 1973 la Kadett B venne tolta di produzione per essere sostituita dalla Kadett C.

### Dati di produzione
|                        |                 |              |                 |              |                |                |           |           |                 |              |                 |              |
|                        | Berlina base 2p | Berlina L 2p | Berlina base 4p | Berlina L 4p | Fastback LS 2p | Fastback LS 4p | Coupé     | Coupé LS  | Caravan base 3p | Caravan L 3p | Caravan base 5p | Caravan L 5p |
| Sigla interna          | Modell 31       | Modell 38    | Modell 36       | Modell 37    | Modell 91      | Modell 96      | Modell 32 | Modell 92 | Modell 34       | Modell 39    | Modell 33       | Modell 35    |
| Esemplari prodotti     | 912.314         | 363.539      | 189.817         | 145.225      | 161.469        | 24.669         | 189.951   | 239.998   | 233.540         | 153.817      | 26.258          | 8.909        |
| Percentuale sul totale | 34,4%           | 13,7%        | 7,2%            | 5,5%         | 6,1%           | 0,9%           | 7,2%      | 9,1%      | 8,8%            | 5,8%         | 1%              | 0,3%         |

### Riepilogo caratteristiche
Di seguito vengono riepilogate le caratteristiche relative alla gamma della Kadett B:
| Opel Kadett B (1965-73)                         |              |               |        |            |                               |                |               |       |              |                     |                    |                    |
| Modello                                         | Carrozzeria  | Sigla interna | Motore | Cilindrata | Alimentazione                 | Potenza CV/rpm | Coppia Nm/rpm | Massa | Velocità max | Acceler. 0–100 km/h | Consumo (l/100 km) | Anni di produzione |
| Kadett SE1                                      | Berlina 2p   | Modell 31     | 10S    | 993        | Carburatore Solex 35 PDSI     | 48/5600        | 70,6/3400     | 820   | 130          | -                   | 7,8                | 1972-731           |
| Kadett SE1                                      | Berlina 4p   | Modell 36     | 10S    | 993        | Carburatore Solex 35 PDSI     | 48/5600        | 70,6/3400     | 830   | 130          | -                   | 7,8                | 1972-731           |
| Kadett 1100                                     | Berlina 2p   | Modell 31     | 11N    | 1078       | Carburatore Solex 35 PDSI     | 45/5000        | 74,6/2800     | 745   | 125          | 26"                 | 9                  | 09/1965-07/1971    |
| Kadett 1100                                     | Berlina 2p   | Modell 31     | 11N    | 1078       | Carburatore Solex 35 PDSI     | 50/5600        | 72,6/2700     | 750   | 130          | 21"5                | 10                 | 08/1971-08/1973    |
| Kadett 1100                                     | Berlina 4p   | Modell 36     | 11N    | 1078       | Carburatore Solex 35 PDSI     | 45/5000        | 74,6/2800     | 765   | 125          | 26"                 | 9                  | 09/1965-07/1971    |
| Kadett 1100                                     | Berlina 4p   | Modell 36     | 11N    | 1078       | Carburatore Solex 35 PDSI     | 50/5600        | 72,6/2700     | 775   | 130          | 21"5                | 10                 | 08/1971-08/1973    |
| Kadett 1100                                     | Caravan 3p   | Modell 34     | 11N    | 1078       | Carburatore Solex 35 PDSI     | 45/5000        | 74,6/2800     | 780   | 125          | 27"                 | 9,5                | 09/1965-07/1971    |
| Kadett 1100                                     | Caravan 3p   | Modell 34     | 11N    | 1078       | Carburatore Solex 35 PDSI     | 50/5600        | 72,6/2700     | 780   | 130          | 23"                 | 10,5               | 08/1971-08/1973    |
| Kadett 1100                                     | Caravan 5p   | Modell 33     | 11N    | 1078       | Carburatore Solex 35 PDSI     | 45/5000        | 74,6/2800     | 800   | 125          | 27"                 | 9,5                | 09/1967-07/1970    |
| Kadett L 1100                                   | Berlina 2p   | Modell 38     | 11N    | 1078       | Carburatore Solex 35 PDSI     | 45/5000        | 74,6/2800     | 755   | 125          | 26"                 | 9                  | 09/1965-07/1971    |
| Kadett L 1100                                   | Berlina 2p   | Modell 38     | 11N    | 1078       | Carburatore Solex 35 PDSI     | 50/5600        | 72,6/2700     | 750   | 130          | 21"5                | 10                 | 08/1971-08/1973    |
| Kadett L 1100                                   | Berlina 4p   | Modell 37     | 11N    | 1078       | Carburatore Solex 35 PDSI     | 45/5000        | 74,6/2800     | 775   | 125          | 26"                 | 9                  | 09/1965-07/1971    |
| Kadett L 1100                                   | Berlina 4p   | Modell 37     | 11N    | 1078       | Carburatore Solex 35 PDSI     | 50/5600        | 72,6/2700     | 775   | 130          | 21"5                | 10                 | 08/1971-08/1973    |
| Kadett L 1100                                   | Caravan 3p   | Modell 39     | 11N    | 1078       | Carburatore Solex 35 PDSI     | 45/5000        | 74,6/2800     | 780   | 130          | 27"                 | 9,5                | 09/1965-07/1971    |
| Kadett L 1100                                   | Caravan 3p   | Modell 39     | 11N    | 1078       | Carburatore Solex 35 PDSI     | 50/5600        | 72,6/2700     | 780   | 130          | 23"                 | 10,5               | 08/1971-08/1973    |
| Kadett L 1100                                   | Caravan 5p   | Modell 35     | 11N    | 1078       | Carburatore Solex 35 PDSI     | 45/5000        | 74,6/2800     | 800   | 130          | 27"                 | 9,5                | 09/1967-07/1970    |
| Kadett L 1100                                   | Kiemen-Coupé | Modell 32     | 11N    | 1078       | Carburatore Solex 35 PDSI     | 45/5000        | 74,6/2800     | 755   | 130          | 26"                 | 9                  | 09/1965-07/1970    |
| Kadett LS 1100                                  | Fastback 2p  | Modell 91     | 11N    | 1078       | Carburatore Solex 35 PDSI     | 45/5000        | 74,6/2800     | 745   | 125          | 26"                 | 9                  | 09/1967-07/1970    |
| Kadett LS 1100                                  | Fastback 4p  | Modell 96     | 11N    | 1078       | Carburatore Solex 35 PDSI     | 45/5000        | 74,6/2800     | 765   | 125          | 26"                 | 9                  | 09/1967-07/1970    |
| Kadett LS 1100                                  | Coupé F      | Modell 92     | 11N    | 1078       | Carburatore Solex 35 PDSI     | 45/5000        | 74,6/2800     | 755   | 125          | 26"                 | 9                  | 09/1967-07/1971    |
| Kadett LS 1100                                  | Coupé F      | Modell 92     | 11N    | 1078       | Carburatore Solex 35 PDSI     | 50/5600        | 72,6/2700     | 760   | 130          | 21"5                | 10                 | 08/1971-07/1973    |
| Kadett 1100 S                                   | Berlina 2p   | Modell 31     | 11S    | 1078       | Carburatore Solex 35 PDSI     | 55/5400        | 81,4/3000     | 760   | 135          | 19"                 | 9,5                | 09/1965-07/1971    |
| Kadett 1100 S                                   | Berlina 4p   | Modell 36     | 11S    | 1078       | Carburatore Solex 35 PDSI     | 55/5400        | 81,4/3000     | 780   | 135          | 19"                 | 9,5                | 09/1965-07/1971    |
| Kadett 1100 S                                   | Caravan 3p   | Modell 34     | 11S    | 1078       | Carburatore Solex 35 PDSI     | 55/5400        | 81,4/3000     | 780   | 135          | 20"5                | 9,5                | 09/1965-07/1971    |
| Kadett 1100 S                                   | Caravan 5p   | Modell 33     | 11S    | 1078       | Carburatore Solex 35 PDSI     | 55/5400        | 81,4/3000     | 800   | 135          | 20"5                | 9,5                | 09/1967-07/1970    |
| Kadett L 1100 S                                 | Berlina 2p   | Modell 38     | 11S    | 1078       | Carburatore Solex 35 PDSI     | 55/5400        | 81,4/3000     | 800   | 135          | 19"                 | 9,5                | 09/1965-07/1971    |
| Kadett L 1100 S                                 | Berlina 4p   | Modell 37     | 11S    | 1078       | Carburatore Solex 35 PDSI     | 55/5400        | 81,4/3000     | 820   | 135          | 19"                 | 9,5                | 09/1965-07/1971    |
| Kadett L 1100 S                                 | Caravan 3p   | Modell 39     | 11S    | 1078       | Carburatore Solex 35 PDSI     | 55/5400        | 81,4/3000     | 780   | 135          | 20"5                | 9,5                | 09/1965-07/1971    |
| Kadett L 1100 S                                 | Caravan 5p   | Modell 35     | 11S    | 1078       | Carburatore Solex 35 PDSI     | 55/5400        | 81,4/3000     | 800   | 135          | 20"5                | 9,5                | 09/1967-07/1970    |
| Kadett L 1100 S                                 | Kiemen-Coupé | Modell 32     | 11S    | 1078       | Carburatore Solex 35 PDSI     | 55/5400        | 81,4/3000     | 770   | 140          | 19"                 | 9,5                | 09/1965-07/1970    |
| Kadett LS 1100 S                                | Fastback 2p  | Modell 91     | 11S    | 1078       | Carburatore Solex 35 PDSI     | 55/5000        | 81,4/3000     | 760   | 135          | 19"                 | 9,5                | 09/1967-07/1970    |
| Kadett LS 1100 S                                | Fastback 4p  | Modell 96     | 11S    | 1078       | Carburatore Solex 35 PDSI     | 55/5000        | 81,4/3000     | 780   | 135          | 19"                 | 9,5                | 09/1967-07/1970    |
| Kadett LS 1100 S                                | Coupé F      | Modell 92     | 11S    | 1078       | Carburatore Solex 35 PDSI     | 55/5000        | 81,4/3000     | 770   | 140          | 19"                 | 9,5                | 09/1967-07/1970    |
| Kadett 1100 SR                                  | Berlina 2p   | Modell 31     | 11SR   | 1078       | Due carburatori Solex 35 PDSI | 60/5200        | 83,4/4400     | 760   | 140          | 17"                 | 10,5               | 09/1967-07/1971    |
| Kadett 1100 SR                                  | Berlina 4p   | Modell 36     | 11SR   | 1078       | Due carburatori Solex 35 PDSI | 60/5200        | 83,4/4400     | 800   | 140          | 17"                 | 10,5               | 11/1966-07/1971    |
| Kadett 1100 SR                                  | Caravan 3p   | Modell 34     | 11SR   | 1078       | Due carburatori Solex 35 PDSI | 60/5200        | 83,4/4400     | 780   | 140          | 20"5                | 10,5               | 11/1966-07/1971    |
| Kadett 1100 SR                                  | Caravan 5p   | Modell 33     | 11SR   | 1078       | Due carburatori Solex 35 PDSI | 60/5200        | 83,4/4400     | 800   | 140          | 20"5                | 10,5               | 09/1967-07/1970    |
| Kadett L 1100 SR                                | Berlina 2p   | Modell 38     | 11SR   | 1078       | Due carburatori Solex 35 PDSI | 60/5200        | 83,4/4400     | 800   | 140          | 19"                 | 10,5               | 09/1967-07/1971    |
| Kadett L 1100 SR                                | Berlina 4p   | Modell 37     | 11SR   | 1078       | Due carburatori Solex 35 PDSI | 60/5200        | 83,4/4400     | 820   | 140          | 19"                 | 10,5               | 09/1967-07/1971    |
| Kadett L 1100 SR                                | Caravan 3p   | Modell 39     | 11SR   | 1078       | Due carburatori Solex 35 PDSI | 60/5200        | 83,4/4400     | 780   | 140          | 20"5                | 10,5               | 09/1967-07/1971    |
| Kadett L 1100 SR                                | Caravan 5p   | Modell 35     | 11SR   | 1078       | Due carburatori Solex 35 PDSI | 60/5200        | 83,4/4400     | 800   | 140          | 20"5                | 10,5               | 09/1967-07/1970    |
| Kadett L 1100 SR                                | Kiemen-Coupé | Modell 32     | 11SR   | 1078       | Due carburatori Solex 35 PDSI | 60/5200        | 83,4/4400     | 780   | 148          | 17"                 | 10,5               | 09/1967-07/1970    |
| Kadett LS 1100 SR                               | Fastback 2p  | Modell 91     | 11SR   | 1078       | Due carburatori Solex 35 PDSI | 60/5200        | 83,4/4400     | 760   | 135          | 19"                 | 10,5               | 09/1967-07/1970    |
| Kadett LS 1100 SR                               | Fastback 4p  | Modell 96     | 11SR   | 1078       | Due carburatori Solex 35 PDSI | 60/5200        | 83,4/4400     | 780   | 135          | 19"                 | 10,5               | 09/1967-07/1970    |
| Kadett LS 1100 SR                               | Coupé F      | Modell 92     | 11SR   | 1078       | Due carburatori Solex 35 PDSI | 60/5200        | 83,4/4400     | 770   | 140          | 19"                 | 10,5               | 09/1967-07/1971    |
| Kadett Rallye Coupé 1100 SR                     | Kiemen-Coupé | Modell 32     | 11SR   | 1078       | Due carburatori Solex 35 PDSI | 60/5200        | 83,4/4400     | 780   | 148          | 17"                 | 10,5               | 09/1967-07/1970    |
| Kadett Rallye Coupé LS 1100 SR                  | Coupé F      | Modell 92     | 11SR   | 1078       | Due carburatori Solex 35 PDSI | 60/5200        | 83,4/4400     | 780   | 143          | 17"                 | 10,5               | 09/1967-07/1971    |
| Kadett 1200 S                                   | Berlina 2p   | Modell 31     | 12S    | 1196       | Carburatore Solex 35 PDSI     | 60/5400        | 88/3400       | 780   | 140          | 17"                 | 10,5               | 09/1971-07/1973    |
| Kadett 1200 S                                   | Berlina 4p   | Modell 36     | 12S    | 1196       | Carburatore Solex 35 PDSI     | 60/5400        | 88/3400       | 800   | 140          | 17"                 | 10,5               | 09/1971-07/1973    |
| Kadett 1200 S                                   | Caravan 3p   | Modell 34     | 12S    | 1196       | Carburatore Solex 35 PDSI     | 60/5400        | 88/3400       | 815   | 140          | 18"5                | 11                 | 09/1971-07/1973    |
| Kadett L 1200 S                                 | Berlina 2p   | Modell 38     | 12S    | 1196       | Carburatore Solex 35 PDSI     | 60/5400        | 88/3400       | 805   | 140          | 17"                 | 10,5               | 09/1971-07/1973    |
| Kadett L 1200 S                                 | Berlina 4p   | Modell 37     | 12S    | 1196       | Carburatore Solex 35 PDSI     | 60/5400        | 88/3400       | 825   | 140          | 17"                 | 10,5               | 09/1971-07/1973    |
| Kadett L 1200 S                                 | Caravan 3p   | Modell 39     | 12S    | 1196       | Carburatore Solex 35 PDSI     | 60/5400        | 88/3400       | 820   | 140          | 18"5                | 11                 | 09/1971-07/1973    |
| Kadett LS 1200 S                                | Coupé F      | Modell 92     | 12S    | 1196       | Carburatore Solex 35 PDSI     | 60/5400        | 88/3400       | 790   | 140          | 17"                 | 10,5               | 09/1971-07/1973    |
| Kadett Rallye Coupé LS 1200 S                   | Coupé F      | Modell 92     | 12S    | 1196       | Carburatore Solex 35 PDSI     | 60/5400        | 88/3400       | 800   | 143          | 17"                 | 10,5               | 09/1971-07/1973    |
| Kadett 1500 S1                                  | Berlina 2p   | Modell 31     | 15S    | 1492       | Carburatore Solex 35 PDSI     | 65/5400        | 110/3400      | 850   | 145          | 15"5                | 11                 | 09/1967-07/19701   |
| Kadett 1500 S1                                  | Berlina 4p   | Modell 36     | 15S    | 1492       | Carburatore Solex 35 PDSI     | 65/5400        | 110/3400      | 870   | 145          | 15"5                | 11                 | 09/1967-07/19701   |
| Kadett 1500 S1                                  | Caravan 3p   | Modell 34     | 15S    | 1492       | Carburatore Solex 35 PDSI     | 65/5400        | 110/3400      | 885   | 140          | 16"                 | 11,5               | 09/1967-07/19701   |
| Kadett 1500 S1                                  | Caravan 5p   | Modell 33     | 15S    | 1492       | Carburatore Solex 35 PDSI     | 65/5400        | 110/3400      | 905   | 140          | 16"                 | 11,5               | 09/1967-07/19701   |
| Kadett L 1500 S1                                | Berlina 2p   | Modell 38     | 15S    | 1492       | Carburatore Solex 35 PDSI     | 65/5400        | 110/3400      | 860   | 145          | 15"5                | 11                 | 09/1967-07/19701   |
| Kadett L 1500 S1                                | Berlina 4p   | Modell 37     | 15S    | 1492       | Carburatore Solex 35 PDSI     | 65/5400        | 110/3400      | 880   | 145          | 15"5                | 11                 | 09/1967-07/19701   |
| Kadett L 1500 S1                                | Caravan 3p   | Modell 39     | 15S    | 1492       | Carburatore Solex 35 PDSI     | 65/5400        | 110/3400      | 915   | 140          | 16"                 | 11,5               | 09/1967-07/19701   |
| Kadett L 1500 S1                                | Caravan 5p   | Modell 35     | 15S    | 1492       | Carburatore Solex 35 PDSI     | 65/5400        | 110/3400      | 935   | 140          | 16"                 | 11,5               | 09/1967-07/19701   |
| Kadett L 1500 S1                                | Kiemen-Coupé | Modell 32     | 15S    | 1492       | Carburatore Solex 35 PDSI     | 65/5400        | 110/3400      | 870   | 145          | 15"5                | 11                 | 09/1967-07/19701   |
| Kadett LS 1500 S1                               | Fastback 2p  | Modell 91     | 15S    | 1492       | Carburatore Solex 35 PDSI     | 65/5400        | 110/3400      | 860   | 145          | 15"5                | 11                 | 09/1967-07/19701   |
| Kadett LS 1500 S1                               | Fastback 4p  | Modell 96     | 15S    | 1492       | Carburatore Solex 35 PDSI     | 65/5400        | 110/3400      | 880   | 145          | 15"5                | 11                 | 09/1967-07/19701   |
| Kadett LS 1500 S1                               | Coupé F      | Modell 92     | 15S    | 1492       | Carburatore Solex 35 PDSI     | 65/5400        | 110/3400      | 870   | 145          | 15"5                | 11                 | 09/1967-07/19701   |
| Kadett 1700 S                                   | Berlina 2p   | Modell 31     | 15S    | 1698       | Carburatore Solex 35 PDSI     | 75/5200        | 127/2700      | 870   | 153          | 14"                 | 11                 | 09/1967-07/1970    |
| Kadett 1700 S                                   | Berlina 4p   | Modell 36     | 15S    | 1698       | Carburatore Solex 35 PDSI     | 75/5200        | 127/2700      | 890   | 153          | 14"                 | 11                 | 09/1967-07/1970    |
| Kadett 1700 S                                   | Caravan 3p   | Modell 34     | 15S    | 1698       | Carburatore Solex 35 PDSI     | 75/5200        | 127/2700      | 905   | 150          | 14"5                | 11,5               | 09/1967-07/1970    |
| Kadett 1700 S                                   | Caravan 5p   | Modell 33     | 15S    | 1698       | Carburatore Solex 35 PDSI     | 75/5200        | 127/2700      | 925   | 150          | 14"5                | 11,5               | 09/1967-07/1970    |
| Kadett L 1700 S                                 | Berlina 2p   | Modell 38     | 15S    | 1698       | Carburatore Solex 35 PDSI     | 75/5200        | 127/2700      | 880   | 153          | 14"                 | 11                 | 09/1967-07/1970    |
| Kadett L 1700 S                                 | Berlina 4p   | Modell 37     | 15S    | 1698       | Carburatore Solex 35 PDSI     | 75/5200        | 127/2700      | 900   | 153          | 14"                 | 11                 | 09/1967-07/1970    |
| Kadett L 1700 S                                 | Caravan 3p   | Modell 39     | 15S    | 1698       | Carburatore Solex 35 PDSI     | 75/5200        | 127/2700      | 935   | 150          | 14"5                | 11,5               | 09/1967-07/1970    |
| Kadett L 1700 S                                 | Caravan 5p   | Modell 35     | 15S    | 1698       | Carburatore Solex 35 PDSI     | 75/5200        | 127/2700      | 955   | 150          | 14"5                | 11,5               | 09/1967-07/1970    |
| Kadett L 1700 S                                 | Kiemen-Coupé | Modell 32     | 15S    | 1698       | Carburatore Solex 35 PDSI     | 75/5200        | 127/2700      | 870   | 153          | 14"                 | 11                 | 09/1967-07/1970    |
| Kadett LS 1700 S                                | Fastback 2p  | Modell 91     | 15S    | 1698       | Carburatore Solex 35 PDSI     | 75/5200        | 127/2700      | 870   | 153          | 15"5                | 11                 | 09/1967-07/1970    |
| Kadett LS 1700 S                                | Fastback 4p  | Modell 96     | 15S    | 1698       | Carburatore Solex 35 PDSI     | 75/5200        | 127/2700      | 880   | 153          | 15"5                | 11                 | 09/1967-07/1970    |
| Kadett LS 1700 S                                | Coupé F      | Modell 92     | 15S    | 1698       | Carburatore Solex 35 PDSI     | 75/5200        | 127/2700      | 870   | 153          | 15"5                | 11                 | 09/1967-07/1970    |
| Kadett Rallye Coupé 1900 S                      | Kiemen-Coupé | Modell 32     | 19S    | 1897       | Carburatore Solex 32/32 DIDTA | 90/5100        | 149/2800      | 890   | 166          | 13"                 | 11,5               | 09/1967-07/1970    |
| Kadett Rallye Coupé LS 1900 S                   | Coupé F      | Modell 92     | 19S    | 1897       | Carburatore Solex 32/32 DIDTA | 90/5100        | 149/2800      | 890   | 166          | 13"                 | 11,5               | 09/1967-07/1973    |
| Note: 1 Prodotta solo per alcuni mercati esteri |              |               |        |            |                               |                |               |       |              |                     |                    |                    |